# ANAG Billard Cup
Der ANAG Billard Cup war eine Turnierserie im Karambolage und wurde als Triathlon in den Disziplinen Cadre 71/2, Einband und Dreiband in Olmütz, Tschechien ausgetragen.

## Geschichte
Das Turnier wurde 2011 von M. Wytek, dem Vorstandsvorsitzenden des tschechischen Verlagshauses „ANDRAGOGOS AGENCY“ gegründet. Der Turniername ist ein Schachtelwort aus den beiden Anfangsbuchstaben des Firmennamens. Andragogos ist gleichzeitig auch der Ausrichter des Turniers. Mitunterstützer ist unter anderem der belgische Billardtuchhersteller Iwan Simonis.
Waren beim ersten Turnier nur sechs Spieler eingeladen, hatte sich die Teilnehmerzahl 2012 verdoppelt. Von Anfang an dabei sind der Deutsche Wolfgang Zenkner und der Österreicher Arnim Kahofer (AUT), ebenso der Tscheche Marek Faus, der Schweizer Xavier Gretillat und der Spanier Esteve Mata.
Mata gewann das erste Turnier 2011. Eddy Leppens siegte 2012 beim zweiten Turnier, die Vorjahresdritten Kahofer und Zenkner kamen über die Gruppenphase nicht hinaus. Nach zwei fünften Plätzen in den ersten beiden Jahren gewann Gretillat das dritte Turnier 2013, Kahofer wurde wieder Dritter, Zenkner schied (ebenso wie der große Dreibandspezialist Torbjörn Blomdahl) im Viertelfinale aus.
2014 konnte der Veranstalter die Gelder zur Durchführung des Turniers nicht mehr bereitstellen und die Turnierserie wurde auf unbestimmte Zeit auf Eis gelegt.

## Modus
Es sind aktuell zwölf Spieler zu dem Turnier eingeladen. Gespielt wird in den Disziplinen:
- Cadre 71/2: 100 Punkte bzw. 10 Aufnahmen
- Einband: 50 Punkte bzw. 15 Aufnahmen
- Dreiband: 15 Punkte bzw. 25 Aufnahmen

Während des gesamten Turniers wird mit Nachstoß gespielt. Bei Unentschieden erhalten beide Spieler je einen Punkt, für ein gewonnenes Spiel gibt es zwei Punkte.
Die Spieler werden in vier Gruppen (A–D) zu je drei Spielern gelost. Die beiden Gruppenersten kommen ins Viertelfinale. In der Gruppenphase wird im Round-Robin-Modus gespielt, ab dem Viertelfinale im einfachen K.-o.-System.

## Teilnehmer
| Name               | Nation      | Jahr / Rang                                              |
| ------------------ | ----------- | -------------------------------------------------------- |
| Blomdahl, Torbjörn | Schweden    | - 2013 / 07. Platz                                       |
| Böhm, Pavel        | Tschechien  | - 2013 / 12. Platz                                       |
| Boháč, Martin      | Tschechien  | - 2011 / 06. Platz - 2012 / 08. Platz                    |
| Christiani, Dave   | Niederlande | - 2012 / 03. Platz                                       |
| Cuenca, Raul       | Spanien     | - 2012 / 02. Platz - 2013 / 02. Platz                    |
| Faus, Marek        | Tschechien  | - 2011 / 02. Platz - 2012 / 10. Platz - 2013 / 08. Platz |
| Gretillat, Xavier  | Schweiz     | - 2011 / 05. Platz - 2012 / 05. Platz - 2013 / 01. Platz |
| Kahofer, Arnim     | Osterreich  | - 2011 / 03. Platz - 2012 / 07. Platz - 2013 / 03. Platz |
| Leppens, Eddy      | Belgien     | - 2012 / 01. Platz - 2013 / 05. Platz                    |
| Mata, Esteve       | Spanien     | - 2011 / 01. Platz - 2012 / 06. Platz - 2013 / 03. Platz |
| Melerski, Markus   | Deutschland | - 2012 / 12. Platz                                       |
| Niessen, Patrick   | Belgien     | - 2012 / 03. Platz                                       |
| Soumagne, Pierre   | Frankreich  | - 2012 / 09. Platz - 2013 / 11. Platz                    |
| Villiers, Bernard  | Frankreich  | - 2013 / 09. Platz                                       |
| Zenkner, Wolfgang  | Deutschland | - 2011 / 03. Platz - 2012 / 11. Platz - 2013 / 06. Platz |
| Ziogas, Janis      | Tschechien  | - 2013 / 10. Platz                                       |

## Turnierstatistik
| Nr. | Jahr | Sieger           | GD    | Zweiter     | GD    | Halbfinalisten   | GD    | Ref           |
| --- | ---- | ---------------- | ----- | ----------- | ----- | ---------------- | ----- | ------------- |
| 1   | 2011 | Esteve Mata      | 21,26 | Marek Faus  | 29,12 | Arnim Kahofer    | 32,16 | [ 6 ] [ 7 ]   |
| 1   | 2011 | Esteve Mata      | 21,26 | Marek Faus  | 29,12 | Wolfgang Zenkner | 19,10 | [ 6 ] [ 7 ]   |
| 2   | 2012 | Eddy Leppens     | 23,65 | Raul Cuenca | 16,27 | Dave Christiani  | 22,53 | [ 8 ] [ 9 ]   |
| 2   | 2012 | Eddy Leppens     | 23,65 | Raul Cuenca | 16,27 | Patrick Niessen  | 23,24 | [ 8 ] [ 9 ]   |
| 3   | 2013 | Xavier Gretillat | 36,22 | Raul Cuenca | 18,44 | Arnim Kahofer    | 17,94 | [ 10 ] [ 11 ] |